# Marita Taavitsainen
Marita Taavitsainen (Kotka, 24 agosto 1968) è una cantante finlandese.

## Biografia
Marita Taavitsainen è salita alla ribalta nel 1995 con la sua incoronazione a regina al festival del tango finlandese Seinäjoen Tangomarkkinat. Il vero trampolino di lancio per la sua carriera è stata tuttavia la sua vittoria all'edizione del 1998 del festival musicale di MTV3 Syksyn sävel, dove ha presentato il brano André. L'album contenente la canzone, Salainen puutarha, ha raggiunto il 7º posto nella classifica finlandese ed è stato certificato disco di platino con oltre 55 000 copie vendute a livello nazionale. Inoltre, alla fine del 1998 Marita Taavitsainen ha trascorso quattro settimane consecutive in vetta alla Suomen virallinen lista con il suo singolo natalizio Mistä joulupukki tunnetaan?.
I dischi successivi della cantante hanno goduto di meno popolarità: Yksi ainoa katse si è classificato 21º nel 1999, e Riittää kun rakastaa non è andato oltre il 38º posto nel 2001. La raccolta dei suoi successi, uscita nel 2005 e intitolata 10 vuotta... kuin siivillä, ha raggiunto il 29º posto in classifica.
All'inizio del 2006 Marita Taavitsainen ha partecipato a Euroviisut, il programma di selezione del rappresentante finlandese all'Eurovision Song Contest, presentando due brani: Enkeli itkee e Antaudun. Il primo si è qualificato dalla semifinale, ma nella finale del 10 marzo si è classificato all'ultimo posto su 12 partecipanti con solo 516 televoti ottenuti.

## Discografia

### Album
- 1995 - Tuhat unelmaa
- 1998 - Salainen puutarha
- 1999 - Yksi ainoa katse
- 2001 - Riittää kun rakastaa
- 2003 - Sinistä ja syvää
- 2008 - Häähaaveita

### Raccolte
- 2005 - 10 vuotta... kuin siivillä

### Singoli
- 1998 - André
- 1998 - Kun kosket mua
- 1998 - Mistä joulupukki tunnetaan?
- 1999 - Kurkkija (con Jarmo Tinkala)
- 1999 - Puuterilunta
- 1999 - Rakkautta onko tää
- 2000 - Rakkauden liekki (con Janne Hurme)
- 2000 - Sada vaan
- 2001 - Kellot Moskovan
- 2001 - Eloon jään
- 2003 - Kun lähdit pois
- 2003 - Ikävää
- 2005 - Tämä rakkaus
- 2006 - Enkeli itkee
- 2006 - Kun sä vierelläin sateessa oot
- 2006 - Antaudun
- 2008 - Häähaaveita
- 2009 - On valkoinen enkeli taivaan (con Pihla Janhonen)
- 2010 - Luoja yksin tietää
- 2012 - Kaksi aikuista
- 2012 - Pieniä asioita
- 2014 - Alla tähtien (con Matti Rockell & Akaga)
- 2016 - Helsingin sarastukseen